# Aleksej Apuchtin
Aleksej Nikolajevitj Apuchtin (ryska: Алексей Николаевич Апухти), född 27 november (gamla stilen: 15 november) 1840 i Bolchov, guvernementet Orjol, död 29 augusti (gamla stilen: 17 augusti) 1893 i Sankt Petersburg, var en rysk lyriker.
Apuchtin var verksam som tjänsteman i inrikesministeriet. Han hade en aristokratisk åskådning, stod främmande för den moderna tiden och valde sina poetiska stoff ur äldre perioder, särskilt Katarina II:s "guldålder". Bland hans dikter, som huvudsakligen behandlar kärleken, märks den poetiska berättelsen "Ett år i klostret". Hans samlade dikter utgavs första gången 1886.